# Pavel Šulgin
Pavel Jakovlevič Šulgin (rusky Павел Яковлевич Шульгин, † 1678) byl ruský administrátor, syn bojarský. Působil na Sibiři, naposledy jako správce v Něrčinsku od roku 1673.

## Život
Pavel Jakovlevič Šulgin byl synem Jakova Grigorjeviče Šulgina, tobolského syna bojarského. Jakov Šulgin byl v Tobolsku náčelníkem (головой) pěších kozáků. Také Pavel Šulgin nastoupil do státní služby.
Roku 1659 se Jakov se syny dostal konfliktu s tobolským vojevodou Ivanem Andrejevičem Chilkovem, a přes petici na podporu Šulginů podepsanou několika desítkami vyšších i nižších tobolských úředníků a kozáků, Rusů i Tatarů, byl rozhodnutím moskevských úřadů Pavel poslán do Jenisejska a Jakov se zbytkem rodiny do Čečujsku v jakutském vojevodství. Roku 1661 byl Pavel přeložen do Jakutska, kam se přes Čečujsk dostal na jaře 1662. Zde sloužil už jako syn bojarský a tedy jeden z nejvýše postavených zdejších kozáků. Roku 1671 se Šulginové vrátili do Tobolska.
Roku 1673 byl Pavel Šulgin jmenován prikaznym čelověkom (správcem) v Něrčinsku a dalších ostrozích daurské země (Telembinském a Irgenském). Úřad převzal v listopadu 1673. Jak bylo obvyklé, syn Vasilij ho v úřadě zastupoval. Podléhal mu i Albazinský ostroh.
Vzhledem k nepočetnosti jeho sil, část poddaných Burjatů a Tunguzů přecházela mezi zeměmi ruskými a mongolskými, přičemž si „věrní“ Tunguzové stěžovali, že jsou přeběhlíky, anebo mongolskými poddanými, olupováni. Poté, co nepomohla stížnost k mongolskému Očiru Sajn-chánovi, roku 1674 Pavel Šulgin vyslal svého syna Vasilije, bojarského syna Grigorije Lonšakova a padesátníka Nikifora Černigovského v čele kozáků a dobrovolníků proti nájezdníkům, tabunuckým Mongolům, které porazili v boji a 100 jich zabili, 61 žen a dětí zajali. K nevoli jenisejského vojevody pak Mongolové odvetou vytáhli na Selenginský ostroh.
Aby upevnil ruský vliv východně od Bajkalu, postavil u Malého Jeravného jezera Jeravninský ostroh. Na východě svěřeného území roku 1677 albazinští kozáci postavili Verchnozejský ostroh na horním toku Zeji.
V letech 1676–1677 se podařilo od místního obyvatelstva získat informace o nalezištích olověné a stříbrné rudy, a vytavit olovo. Podporoval rozvoj zemědělství, za tím účelem poslal roku 1674 na Amur k Albazinu skupinu 47 vyhnanců a roku 1677 dalších 27 rodin. V Albazinu však některé přijali mezi kozáky a ostatní obdělávali půdu pro vlastní užitek, aniž by vydělili a obdělali státní pole (государева десятинная пашня) z jejichž výnosu se měli živit kozáci a úředníci. O vydělení státních polí se opakovaně přel s albazinskými kozáky.
Svěřený úřad se snažil využít k osobnímu obohacení, z Burjatů vymáhal vysoké odstupné za rukojmí, vařil pivo a vodku na prodej kozákům (navíc kvůli spotřebě obilí na výrobu alkoholu stouply jeho ceny), všemožně obíral řadové obyvatele i duchovní. Nakonec kozákům došla trpělivost s hrabivým náčelníkem, zvolili si za prozatímní náčelníky Lonšakova a desátníka Astrakancova a poslali do Moskvy žádost o nového správce. Mezitím byl už roku 1676 jmenován do Něrčinska Larion Tolbuzin, který však na zemřel na cestě do nového působiště.
Pavel Šulgin onemocněl a v dubnu 1678 v Něrčinsku zemřel. Během jeho nemoci – navzdory Lonšakovovi a Astrakancovovi – jeho úřední povinnosti vykonával syn Vasilij. Po Šulginově smrti Něrčinsk převzal Alexej Larionovič Tolbuzin.